# Charleston (Illinois)
Charleston is een plaats (city) in de Amerikaanse staat Illinois, en valt bestuurlijk gezien onder Coles County.

## Demografie
Bij de volkstelling in 2000 werd het aantal inwoners vastgesteld op 21.039.
In 2006 is het aantal inwoners door het United States Census Bureau geschat op 20.182, een daling van 857 (-4,1%).

## Geografie
Volgens het United States Census Bureau beslaat de plaats een oppervlakte van
22,5 km², waarvan 20,7 km² land en 1,8 km² water.

## Plaatsen in de nabije omgeving
De onderstaande figuur toont nabijgelegen plaatsen in een straal van 24 km rond Charleston.

## Geboren
- Gregg Toland (1904-1948), cameraman